# Jaroslav Hubáček
Jaroslav Hubáček (27. dubna 1929 Moravské Budějovice – 28. ledna 2020) byl český jazykovědec, bohemista a vysokoškolský pedagog.

## Život
Na brněnské Pedagogické a Filozofické fakultě Masarykovy univerzity vystudoval obory hudební výchova a český jazyk (absolutorium 1952), následně v letech 1954–1959 nejdříve krátce učil na Osmileté střední škole v Ostravě-Hrušově, poté na ostravské Pedagogické škole pro vzdělání učitelů národních škol.
Po vzniku Pedagogického institutu v Ostravě v roce 1959 (od 1964 samostatná Pedagogická fakulta v Ostravě, od 1991 součást Ostravské univerzity) odborný asistent (1959–1985), docent (habilitace na FF MU 1969, z politických důvodů jmenován 1986), profesor (1990) na katedře českého jazyka PedF, od 1990 FF OU. Externí aspiranturu na FF MU úspěšně ukončil roku 1966 a získal tituly kandidáta filologických věd (CSc.) a doktora filozofie (PhDr.).
Po změně společenských poměrů v Československu v listopadu 1989 zastával významné akademické funkce: děkan PedF (1990–1991) a FF OU (1997–2000), v letech 1991–1995 byl prvním rektorem Ostravské univerzity.
Vedle rozsáhlé badatelské, pedagogické, organizátorské, přednáškové i publicistické činnosti od roku 1949 člen, přední sólista a předseda (1980–1987) Pěveckého sdružení moravských učitelů. Pamětní medaile za zásluhy o rozvoj Ostravské univerzity mu byla udělena v roce 1996.

## Dílo
Hlavním oborem jeho badatelského zájmu je jazykovědná bohemistika se specializací na jazykovou kulturu (zejména kulturu mluveného slova), lexikologie s důrazem na sociolekty (slangy a argot), fonetika, fonologie, stylistika a rétorika; činný byl též jako lexikograf. Autorsky (vedle monografií, studií, statí, jazykových příruček a vysokoškolských učebnic) připravil dobově úspěšný televizní seriál Mluvím, mluvíš… (1987), jako spoluautor se podílel na přípravě učebnic češtiny pro polské menšinové školství. V průběhu své profesní kariéry pracoval jako člen různých oborových komisí a redakčních rad odborných časopisů, recenzent, oponent doktorských, habilitačních i profesorských prací, dlouhodobý spolupracovník někdejší pravopisné a ortoepické komise Ústavu pro jazyk český ČSAV. Řadu let byl předsedou ostravské pobočky Jazykovědného sdružení ČSAV, redaktorem sborníků a spisů PedF v Ostravě, v první polovině devadesátých let minulého století pak členem České konference rektorů a Rady vysokých škol.

## Výběrová bibliografie

### Monografie a skripta
- Výrazný přednes (Praha 1963, 1965, 1974)
- Co by měl lektor znát o řečnictví (s M. Dvořáčkem a A. Knopem, Ostrava 1966)
- Onomaziologické postupy ve slovní zásobě slangů (Praha 1971)
- O zvukové stránce českého jazyka (Ostrava 1972, Praha 1976, 1978, 1981, 1984)
- Železničářský slang (Praha 1974)
- Cvičné texty ke studiu českého jazyka na pedagogické fakultě (Ostrava 1976)
- Zpívá pěvecké sdružení moravských učitelů (Ostrava 1979)
- O českých slanzích (Ostrava 1979, 1981)
- Kultura mluvené řeči (Ostrava 1980)
- Jak mluvit a přednášet (Ostrava 1983)
- Úvod do stylistiky českého jazyka (Ostrava 1985)
- Malý slovník českých slangů (Ostrava 1988)
- Cvičení ze stylistiky (Ostrava 1989)
- Rétorické minimum pro studující učitelství (Ostrava 1990)
- Český jazyk pro studující učitelství v 1.–4. ročníku základní školy (Praha 1990)
- Tvoření slov v češtině (Ostrava 1996)
- Čeština pro učitele (s E. Jandovou, J. Svobodovou, Opava 1996, 1998, 2002; Odry 2010)
- Stylistika pro učitele (s Janem Chloupkem–hlavní autor, D. Kreiselovovo, M. Krčmovou, Ostrava 1997)
- Naše a cizí v interetnické a interpersonální komunikaci=Swój i obcy w interetnicznej i interpersonalnej komunikacji językowej (s I. Bogoczovou a H. Srpovou; Ostrava 2001)
- Výběrový slovník českých slangů (Ostrava 2003)
- Kapitoly ze současné rétoriky (s Edvardem Lotkem–hlavní autor, J. Kořenským, Olomouc 2004)
- Kapitoly o sociolektech a sociolektologii (Poznaň 2012)

### Sborníky
- Sborník prací Pedagogické fakulty v Ostravě 59 (editor, Praha 1978)
- Metody a prostředky přesvědčování v masových médiích : sborník textů z mezinárodní vědecké konference, Ostrava 13. – 15. 9. 2005 (spolueditor s I. Bogoczovou, H. Srpovou; Ostrava 2005

### Učebnice
- Język czeski : Tymczasowy podręcznik dla klasy dziewiątej dziewięcioletniej szkoły podstawowej z polskim językiem nauczania= Jazyk český : Prozatímní příručka pro devátý ročník základní devítileté s polským jazykem vyučovacím (s Miroslavem Komárkem–hlavní autor, K. Polákem, Praha 1967)
- Język czeski dla klasy dziewiatej dziewięcioletniej szkoły podstawowej z polskim językiem nauczania=Jazyk český pro devátý ročník základní devítileté s polským jazykem vyučovacím (s Miroslavem Komárkem–hlavní autor, K. Polákem, Praha 1968, 1975)